# Konstantin Lerner
Konstantin Zaivelevitx Lerner (ucraïnès: Костянтин Зайвелевич Лернер; Odessa, RSS d'Ucraïna, 28 de febrer de 1950 - Herzliya, Israel, 24 de setembre de 2011) fou un jugador d'escacs jueu ucraïnès que va jugar principalment sota bandera soviètica, i que tenia el títol de Gran Mestre des de 1986.

## Resultats destacats en competició
Els anys 1978 i 1982 fou campió d'Ucraïna.
Va participar diversos cops al Campionat de l'URSS, i el seu millor resultat fou un segon lloc, rere Andrei Sokolov, a Lviv el 1984. El 1998 va participar en el Campionat del món d'escacs de la FIDE, tot i que fou eliminat en primera ronda per Eduardas Rozentalis.
Lerner va guanyar o compartir el primer lloc en molts torneigs, entre d'altres a Polanica Zdrój 1985 i 1986 (Memorial Rubinstein), Tallinn 1986, Moscou 1986, Gènova 1989, Copenhaguen 1990, Gausdal 1992, Mikolaiv 1995 (zonal), Berlín 1997, Graz 1997, Recklinghausen 1999, Bad Wörishofen 2000, Tel-Aviv 2001 i 2002, Rixon le-Tsiyyon 2004, Givatayim 2005 (Memorial Ettinger), i Herzlia 2005 (Memorial Arye Urieli).
El 2004, va empatar als llocs 3r-4t al campionat obert d'Israel celebrat a Ramat Aviv.
Va emigrar a Israel el 2001 i hi va viure durant 10 anys, en els quals va jugar pel club d'escacs Kefar-Saba, fins a la seva mort el 2011. En els seus darrers dies va patir diversos problemes de salut. Va morir a Herzlia, Israel el 2011, a 61 anys.